# Irving Kaplansky

Irving Kaplansky, 1984

Irving Kaplansky (Toronto, 22 maart 1917 - Los Angeles, 25 juni 2006) was een Canadees-Amerikaanse wiskundige die werkte op het gebied van de abstracte algebra.

## Werken
- Commutative Rings, Lectures in Mathematics, University of Chicago Press, september 1974, ISBN 0-226-42454-5
- Infinite Abelian Groups.
- Fields and rings. 2e oplage 1972.
- An introduction to differential algebra. 1957.
- Lie algebras and locally compact groups. 1971.